# Anthocleista nobilis
Anthocleista nobilis là một loài thực vật có hoa trong họ Long đởm. Loài này được G.Don mô tả khoa học đầu tiên năm 1837.